# Motandra guineensis
Motandra guineensis är en oleanderväxtart som först beskrevs av Peter Thonning, och fick sitt nu gällande namn av A.Dc.. Motandra guineensis ingår i släktet Motandra och familjen oleanderväxter. Inga underarter finns listade i Catalogue of Life.